# ガリベンズ
ガリベンズは、かつてトップ・カラーに所属していた日本のお笑いコンビ。2005年結成、2016年解散。

## メンバー
矢野 正樹（やの まさき、1981年1月27日（44歳） - ）主にツッコミ担当。
- 身長176cm、体重70kg。血液型O型。
- 香川県観音寺市出身。
- 香川県立観音寺第一高等学校卒業、横浜国立大学大学院教育学研究科健康スポーツ系教育課程修了。
- 資格小学校教員免許・中高保健体育教員免許・書道師範を取得。
- 特技は野球（芸人草野球リーグに所属）、ものまね。
- 大学、専門学校で講師をしている。
- 解散後はサンミュージックプロダクションへ移籍し、「ガリベンズ矢野」として活動。

新藤 充（しんどう みつる、1980年5月13日（45歳） - ）主にボケ担当。
- 身長170cm、体重63kg。血液型O型。
- 北海道札幌市出身。
- 北海道札幌西高等学校、帝京大学文学部卒業。
- 特技は総合格闘技、マラソン。
- ものまねレパートリーはGACKT、伊藤一朗（Every Little Thing）、内村航平、ギター・ドラム・ウッドベース・キーボードといった楽器（ものまねではなく『モノのマネ』らしい）など。
- 2015年に一般女性と結婚。
- 解散後はオフィス710（ねば〜る君のマネジメント事務所）へ移籍し、「みつる体操お兄さん」の名で内村航平のものまねタレントとして活動。

## 略歴
- 2005年にコンビ結成。
  - 共に浅井企画のタレントセミナー出身（矢野が1期生、新藤が2期生）。
  - 矢野は結成前にピン芸人として活動し、その後はGたかしとコンビを組んでいた。その以前にもトリオを組んでおり第1回M-1グランプリに出場していた（詳細不明）。
  - 新藤は大学卒業後、フリーターだった。
- 2009年 M-1グランプリ3回戦進出。
- 2013年8月 第1回単独ライブ「マークシート」開催。
- 2014年 第13回漫才新人大賞（漫才協会主催）において一般枠で決勝に進出。
- 2015年 M-1グランプリ3回戦進出[1]。
- 2016年7月 矢野の出身地である香川県観音寺市で行なわれた「銭形まつり」を最後に、解散を発表。

## 芸風
主にコントだが、コントを基にした所謂コント漫才も披露していた。得意とするものまねを取り入れたコントも多い。基本的に新藤がボケだが、ものまねを取り入れたコントでは矢野がボケに回ることがほとんど。

## エピソード
- 「安いから」という理由で通っていたタレントセミナーが実は芸能事務所主催ではなく印刷会社によるものだったため、セミナー卒業後は印刷会社所属のお笑い芸人になっていた時期がある。そこでの主な仕事は「録音したテープを文字におこすこと」で、お笑いの仕事はなかった。
- 2014年に矢野の地元である香川県の観音寺警察署にて、矢野が1日警察署長を務めた。そのとき新藤は1日警察副署長であった。

### 矢野 正樹
- 矢野は伊集院光の草野球チーム「ビッグ・アスホールズ」に所属している。ある日に伊集院が「二塁打を打った選手にTENGAをあげる」と言ったところ、4打数4安打4二塁打を打った。また他の試合で「2打点をあげた選手にTENGAをあげる」と言ったところ、2ランホームランを打った。伊集院はこれを「オナカップ打法」と称した。
- Gリーグ（芸人草野球リーグ）でのリーグ戦や他チームの助っ人として、年間に草野球を100試合ほど行っている。
- 柴田英嗣（アンタッチャブル）と交流があり、一緒にゴルフに行くなどしている。また、Ryoji（ケツメイシ）とはゴルフ仲間でケツノポリスのスペシャルサンクスの欄に名前が載ったことを自慢している。
- 『アンタッチャブルのシカゴマンゴ』（TBSラジオ）内のコーナー「ツッコミ先行宣言」において矢野がガリベンズの本ネタを投稿したが、柴田に「俺たちが一生懸命練習してもおもしろくできない。（100点満点で）6点」と言われてしまった。そのため翌週のツッコミお題が「矢野か!」になった。翌週も本人からネタが届いたがこれも評価を得られなかった。
- 新藤に書道を教えている。
- テレビでは上田のものまねを披露することが多いが、始めたきっかけは事務所の先輩だったコージー冨田に「顔がくりぃむしちゅーの上田に似てるからものまねもできるんじゃないか」と言われたから。
- 『上田ちゃんネル』内で上田の草野球チーム「上田義塾」への入団テストを受けた。しかしテスト内容に野球の要素は一切なく、野球用品を用いたモノボケやどれだけ暇で草野球に参加できるかが審査基準であった。結果的にレギュラー陣も含め全員入団を認められなかったが上田義塾での野球の様子がTwitterにアップされていることから、番組的には認められなかったがプライベートで参加している模様。
- 『お笑いDynamite!』では上田から「来年はあいつをつぶすことを目標にします」と言われた[注 1]。また、『24時間テレビ』内の深夜の生しゃべくり007では上田から「全テレビ局のプロデューサーさん、俺こいつとは共演NGだから」と言われた。ただ上述のようにプライベートでの交流もあることから、これらは全て矢野のものまねを見た上田のギャグだと思われる。
- 年に数回、東京富士大学で講師をしている。2016年からは専門学校の非常勤講師をしている。

### 新藤 充
- ゲーム全般（特にファミコン）が得意。
- 『ゲームレコードGP』内においてあまりの緊張から脇汗を大量にかくため、MCの玉袋筋太郎（浅草キッド）に「脇汗王子」と称された。また、同番組内の第1回グランドチャンピオンでもある。
- 玉袋とはプライベートでも交流があり、共にマラソンの練習をして東京マラソンを完走した。
- 『めちゃ²イケてるッ!』の新メンバーオーディションを受け、ネタ風景が流れた際に矢野が上田、新藤がGACKTに扮していたが放送後、新藤には誹謗中傷や「このまま売れなければいい」などとメッセージが届いた。
- 色白のメガネという貧弱そうな見た目だが、総合格闘技をやっている。
- 地方営業で訪れた幽霊が出ると噂される温泉宿で1週間を過ごし、目が腫れるようになった。病院でも原因不明と言われてお祓いに行くものの、七五三の時期であり子供が騒いで神主の声が聞こえず、効果がなかったと語っている。
- マルシアのファンであると番組内で発言しているが、その番組ではブラジルを題材にしたトーク内容だったため真偽は不明。

## 主な出演番組
テレビ
- 24時間テレビ37（日本テレビ）深夜の生しゃべくり007
- ものまねグランプリ（日本テレビ）
- 笑っていいとも!（フジテレビ）
- ライオンのごきげんよう（フジテレビ）
- とんねるずのみなさんのおかげでした（博士と助手〜細かすぎて伝わらないモノマネ選手権〜）（フジテレビ）
- ワラッタメ天国（フジテレビ）
- めちゃ²イケてるッ!（フジテレビ）
- 爆笑そっくりものまね紅白歌合戦（フジテレビ）
- コサキン・天海の超発掘!ものまねバラエティー マネもの（フジテレビ）
- シルシルミシル（テレビ朝日）
- お願い!ランキング（テレビ朝日）
- お願い!ランキングGOLD（テレビ朝日）
- ソフトくりぃむ（テレビ朝日）
- 笑撃!ワンフレーズ（TBS）
- 爆笑!ものまねウォーズ（TBS）
- お笑いDynamite! （TBS、2011年12月29日）
- 爆笑トライアウト（NHK）

会場審査は293TP（7位）、視聴者投票は225票（8位）
- オンバト+（NHK）戦績0勝2敗 最高313KB
- イツザイ（テレビ東京）
- イツザイS（テレビ東京）
- おはスタ（テレビ東京、2013年10月16日・11月25日・2014年3月11日） - 『ひなこ姫を起こせ!』に出演
- ポケモンの家あつまる?（テレビ東京）
- 東京オーディション（仮）（TOKYO MX）
- ゼッタイジャルっ!（関西テレビ）
- コージー冨田のものパチJPN!!（テレビ神奈川）
- 上田ちゃんネル（テレ朝チャンネル1）
- ゲームレコードGP（MONDO21）
- すっぽんの卵（いばキラTV）

ラジオ
- 伊集院光 日曜日の秘密基地（TBSラジオ）
- ラジオなぞかけ問答 こころ寿司 〜アナゴとウニの女王〜（NHKラジオ第一）
- RNCラジオ・チャリティー・ミュージックソン（西日本放送ラジオ）
- ガリベンズ矢野のしゃべりたガリやの〜（西日本放送ラジオ）
- あなぶきホームのIt's My Home Party（エフエム香川）